# 夏挽群
夏挽群（1946年10月—），男，汉族，中国民间文艺学家，曾任中国民间文艺家协会副主席，河南省民间文艺家协会主席，河南省文学艺术界联合会副主席，